# Twinkle Brothers
Twinkle Brothers – zespół reggae założony przez dwóch braci Normana i Ralstona Granta w getcie miasta Falmouth leżącego na północnym wybrzeżu Jamajki. W latach 70. założyli swoją własną wytwórnię płytową, w której wydali ponad 60 albumów. Koncertowali wielokrotnie w USA, Europie i Afryce. Grali na festiwalach narodowych i międzynarodowych: Essential Festival w Brighton, Bob Marley Days, Reggae on the River, Sunsplash, Reggae in the Park, The Hemp Festival, Roots Mountain Festival, Monterey Bay Reggae Fest, Helsinki Reggae Festival, Holland's Reggae Eruption, festiwalach w Kanadzie, Hiszpanii, Niemczech. W Polsce nagrali trzy płyty z zaprzyjaźnionym góralskim zespołem Trebunie-Tutki.

## Dyskografia
- 1971 – "It's Not Who You Know"
- 1975 – "Rasta Pon Top"
- 1977 – "Miss Labba Labba"
- 1978 – "Love"
- 1979 – "Jahoviah / Free Africa"
- 1979 – "Praise Jah"
- 1980 – "Countrymen"
- 1981 – "Me No You, You No Me"
- 1982 – "Live at Reggae Sunsplash"
- 1983 – "Crucial Cuts"
- 1984 – "Enter Zion"
- 1985 – "Anti-Apartheid"
- 1987 – "Breaking down the Barriers"
- 1989 – "New Songs for Jah"
- 1989 – "Chant Rastafari"
- 1990 – "Free Africa"
- 1991 – "All the Hits vol. 1"
- 1992 – "Babylon Rise Again"
- 1993 – "Higher Heights (razem z zespołem Trebunie-Tutki, prod. Twinkle Music, Londyn 1992, prod. Kamahuk, Warszawa 1993)
- 1994 – "All the Hits vol. 2"
- 1994     – "Come Back Twinkle to Trebunia Family" (razem z zespołem Trebunie-Tutki, prod. Kamahuk, Warszawa 1994)
- 1995 – "Chant Down Babylon"
- 1996 – "Final Call"
- 2000 – "Heart To Heart"
- 2008 – "Pieśni chwały – Songs of Glory" (razem z zespołem Trebunie-Tutki) – złota płyta w Polsce[1]

## Nagrody i wyróżnienia
| Rok  | Kategoria                       | Tytułem                        | Nagroda        | Nota      | Źródło |
| ---- | ------------------------------- | ------------------------------ | -------------- | --------- | ------ |
| 2009 | Album roku – folk/muzyka świata | Songs of Glory – Pieśni chwały | Fryderyki 2009 | Nominacja | [ 2 ]  |